# Мекане
Мекане е явление в западните говори на българския език, при което формата за първо лице множествено число на глаголите от I и II спрежение се образува с окончанието „-ме“ (примери: говориме, ядеме).
Според правилата на литературния български език мекането в писмен вид е неправилна диалектна форма, защото глаголите от първо и второ спрежение в 1 лице множествено число се окончават на „-м“ (ядем, пишем), а не на „-ме“ (ядеме, пишеме). Според правилата на македонската литературна норма, окончанието „-ме“ е граматически правилното (мислиме).
Мекането не бива да се бърка с другото явление наречено мекане – мекото произношение на някои съгласни, известно в разговорния език като говорене на меко.

## Произход
Мекането е на диалектна основа, то е част от спрежението в западните български диалекти, в които глаголите се спрягат така: говорим или говорам в единствено число, говориме или говоримо в множествено.
Изоглосата -м, -ме на глаголните окончания в множествено число върви успоредно на ятовата граница от западната ѝ страна - приблизително мислена права линия от Оряхово към Своге и оттам малко на изток от Искъра до Елин Пелин, Велинград, Девин и Смолян. В цяла Пиринска Македония се срещат и окончания на - м, които са правило за Санданско и Петричко.
В западна посока следва малка ивица говори, в които глаголната парадигма е говор'ъ единствено, говориме – множествено число. Изоглосата говор'ъ/говорим за окончанията в единствено число е приблизително мислена права линия от Козлодуй до Берковица, оттам през Своге до София, като традиционните софийски диалекти остават от западната ѝ страна и Самоков. Оттам изоглосата завива рязко на запад и през Дупница стига до Кюстендил. Диалектен остров с окончания на -м е Смолянско в Южните Родопи.

## Разпространение
Мекането е силно характерна черта за София. Според изследване от 2004 година, софиянци, родени в София, мекат повече от софиянци, родени в Западна България. Освен на територията на съответните диалекти, за които е характерно мекането, то се среща все по-често в масовите български медии. Мекат дори хора, които са професионално задължени да спазват книжовната норма, като учители, преподаватели, писатели, журналисти, актьори, политици, политолози и други. Мекат и хора, родени в Източна България (където мекането не се среща), но преселили се в столицата. Това се дължи на схващането, че принципно в София се говори по-правилно, отколкото в провинцията, и на честите подигравки на софиянци към мекия говор, който може да е по-близък до книжовния език и от самия софийски диалект, но масово се схваща като по-селски и по-неправилен. Някои езиковеди, като Владко Мурдаров си обясняват все по-честото срещане на мекането с това, че някои го възприемат като престижно.
Други езиковеди, като Михаил Виденов, са склонни да мислят, че мекането постепенно все повече се налага в публичното пространство, и следва вече да не се възприема като грешка. В разсъжденията си той обаче не взема под внимание непубличното пространство. В новия правописен речник на българския език ме-формите се допускат в разговорния стил. Точният текст от речника е следният:
"Правилното окончание за 1 л. мн.ч. сег.време на глаголите от I и II спрежение е -м: пишем, четем, ходим, говорим.
Заб. Формите от този тип на -ме – пишеме, четеме, ходиме, говориме, са допустими в разговорната реч (устна, а не писмена) или в мерената реч, но в официалния стил на общуване не трябва да се употребяват."
Съгласно текста от речника, мекането в говорим вид е проява на ниска езикова култура и на лошо образование от страна на хора, които са длъжни да използват официалния стил, като журналисти, политици и други.
От друга гледна точка, мекането е лингвистичен процес, който очевидно е близко до разбиранията и вкуса на населението. В подкрепа на това твърдение е фактът, че негови еквиваленти биха могли да се намерят, в повечето славянски езици – сърбохърватски и словенски, като най-близки до българския, но също така и в чешки, словашки, полски, горно и долно лужишки, украински.. Тези сравнения не могат да се направят с руския език, където същата лингвистична характеристика не присъства.